# Краљевска Пруска
Краљевска Пруска или Пољска Пруска је била пољска покрајина која се састојала од бивших округа Државе Тевтонских витезова која је обухватала Померелију са Гдањском, Хелмску земљу са Торуњом, ушће Висле са Елблагом и Малборком и бискупију Вармију са Олштином, које су после другог мира из Торуња 1466. биле уступљене Краљевству Пољској. Све до Лублинске уније из 1589, ова област је уживала знатну аутономију. После 1569. је дошла под директну управу Круне Краљевства Пољске у Државној заједници Пољске и Литваније.
Краљевска Пруска је административно била део Великипољске провинције, заједно са Великопољском, Мазовијом, Лечничким и Сирадским војвоством, а главни град провинције је био Познањ.